# Alenka Gerlovič
Alenka Gerlovič, slovenska slikarka in učiteljica, * 17. september 1919, Ljubljana, † 9. december 2010, Ljubljana
Uveljavila se je kot likovna pedagoginja in publicistka.

## Mladost
Rodila se v Ljubljani, vendar je do konca osnovne šole živela v Brežicah, kjer je njen oče Franjo Gerlovič do leta 1929 delal kot okrajni in kopališki zdravnik za Čateške toplice.

## Šolanje
Gimnazijo je obiskovala v Ljubljani, kamor se je družina preselila po očetovem imenovanju za ravnatelja splošne bolnišnice v Polju. Po zaključeni maturi se je leta 1937 vpisala na Akademijo za likovno umetnost v Zagrebu (smer slikarstvo, prof. V. Becić), kjer jo je najbolj zaznamovala risba Krsta Hegedušića. Diplomirala je leta 1941.

## Med vojno in po njej
Med 2. sv. vojno je bila članica prve generacije lutkarjev Partizanskega lutkovnega gledališča, pri katerem je sodelovala kot lutkarica in scenografinja.    
Po vojni se je najprej zaposlila kot scenografinja v Slovenskem narodnem gledališču. Že po enem letu je začela poučevati umetnostno zgodovino na Klasični gimnaziji v Ljubljani, kjer je navduševala gimnazijce tudi za novosti modernizma. Po reorganizaciji šolstva je poučevala na osnovni šoli do upokojitve leta 1968.   
Bila je tudi svetovna popotnica. O popotovanjih je poročala v dnevnem časopisju in prirejala potopisna predavanja. Za življenje Alenke Gerlovič je bila značilna velika ljubezen do vsega živega, pokončna drža aktivne državljanke in zvestoba umetniškemu poslanstvu.   

## Slog
Umetniško pot je začela v partizanih z grafiko. Po osvoboditvi se je študijsko izpopolnjevala v grafičnem ateljeju Johnyja Friedlaenderja v Parizu. Kasneje se je posvetila krajinskemu slikarstvu in ga poenostavila od začetnega realizma do domala abstraktne stopnje. Za njena dela so značilne stroga kompozicija, stilizacija in realni nanos barv. V zadnjem obdobju je slikala akvarele neposredno v naravi. Na belino lista je polagala kompozicije cvetočih dreves, grmov ali polj rož v svobodnih oblikah. Posebno liričnost je dosegla v slikanju Slovenskih goric in drugih ritmiziranih motivov.
Po upokojitvi se je polno posvetila akrilnemu slikarstvu krajine in veliko razstavljala. V zadnjih letih življenja je slikala v akvarelni tehniki.

## Zapuščina
Del svojega življenja je popisala v knjigi Okruški mojega življenja. Posavski muzej Brežice hrani njeno donacijo akrilnih slik nastalih od leta 1969 do 1990.

## Zasebno
Njena sestra je bila sopranistka Vanda Gerlovič. Med 2. sv. vojno se je v partizanih poročila s slikarjem Vitom Globočnikom (1920-1946).

## Nagrade in priznanja
- Leta 1968 je izšla knjiga Likovni pouk otrok. Zanjo je prejela Levstikovo nagrado.
- Za likovni opus je leta 1981 prejela nagrado Prešernovega sklada.
- 2007: Valvasorjevo častno priznanje za donacijo slikarskih umetnin Posavskemu muzeju Brežice[1]